# Rudolf Wiszkoczil

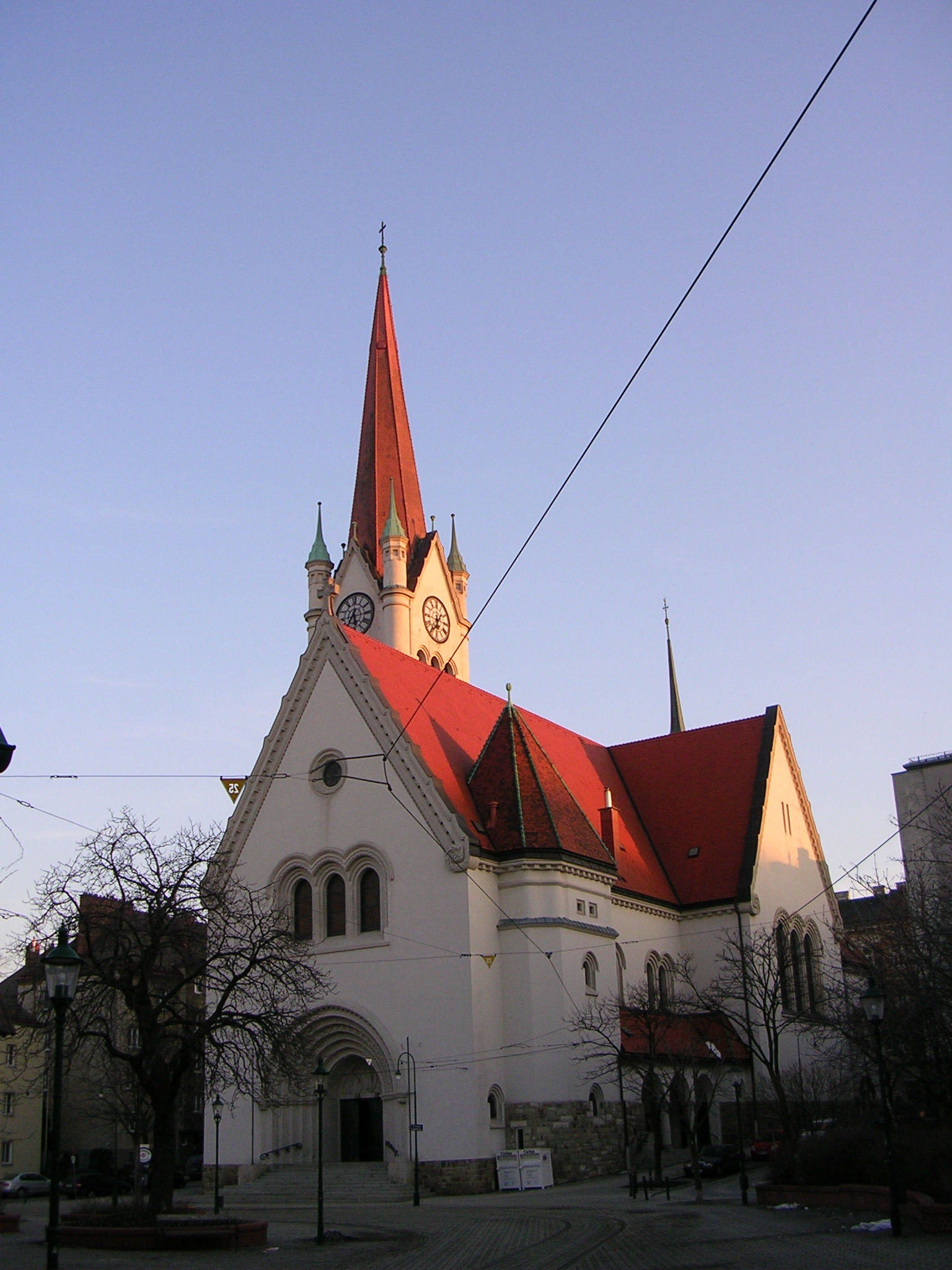
Alt-Ottakringer Pfarrkirche

Rudolf Wiszkoczil, auch Wiskocsil, Wißkocsil, Wiskoczil, ab 1919 Werian (* 14. März 1870 in Reindorf, damals zu Rudolfsheim, heute zu Wien; † 17. August 1925 in Wien) war österreichischer Architekt aus der Schule von Friedrich von Schmidt, dessen Hauptwerk, die Alt-Ottakringer Pfarrkirche, eine moderate Annäherung an die zeitgenössische Moderne zeigt.

## Leben
Rudolf Wiszkoczil kam als Sohn von Alexander Wiszkoczil und dessen Ehefrau Leopoldine, geb. Prandl, zur Welt, die Ehe zwischen seinen Eltern wurde jedoch erst einige Monate nach seiner Geburt geschlossen. Sein Vater, ungarisch-slowakischer Herkunft und um 1870 von Budapest nach Wien gezogen, war ebenfalls Architekt und Baumeister. Wiszkoczil wuchs in bescheidenen Verhältnissen auf und war aufgrund dessen während seiner Ausbildung an der Staatsgewerbeschule und an der Akademie der bildenden Künste nicht nur vom Schulgeld befreit, sondern erhielt auch ein Stipendium. An der Akademie besuchte er die Meisterschulen von Friedrich von Schmidt und Viktor Luntz, wo er sich insbesondere mit dem mittelalterlichen Kirchenbau auseinandersetzte.
Nach Abschluss seines Studiums dürfte Wiszkoczil zunächst einige Jahre im Büro des Vaters tätig gewesen sein bzw. diverse Praktika durchlaufen haben, bevor er ab Mitte der 1890er Jahre als freiberuflicher Architekt in Wien tätig war. Während dieser Zeit war er neben einigen Wohnbauten vor allem mit der Errichtung mehrerer Kirchen befasst. Im Jahr 1910 wurde Wiszkoczil als Bauassistent im Ministerium für öffentliche Arbeiten aufgenommen und mit der Errichtung der Alt-Ottakringer Pfarrkirche betraut, zu deren Einweihung er von Kaiser Franz Joseph mit dem Goldenen Verdienstkreuz mit Krone ausgezeichnet wurde.
Nach dem Ende des Ersten Weltkriegs verblieb Wiszkoczil im Staatsdienst und ließ seinen Namen auf Werian ändern. Im Rahmen seiner Funktion im Baureferat des Ministeriums für Handel und Gewerbe war er für mehrere von der öffentlichen Hand errichtete Wohnbauten verantwortlich, jedoch ist aufgrund des Umstandes, dass er als beamteter Architekt tätig war, der Großteil seines Schaffens nicht namentlich dokumentiert.
Rudolf Wiszkoczil-Werian, der mit seiner Gattin Adele einen Sohn hatte, verstarb mit 55 Jahren in Wien und wurde am Ottakringer Friedhof, Gruppe P, Reihe 10 beerdigt.

## Bauten (Auswahl)
- 1909–1912: Alt-Ottakringer Pfarrkirche
- 1910: Villa Adolfstorgasse 2, Wien 13
- 1910: Villa Wiskoczil, Starkenburggasse 45, Wien 16
- 1913: Einfamilienhaus Hellmesbergergasse, Wien 14[1]